# 趙承來
趙承來（：／ Cho Seung-rae，1968年2月21日—），大韓民國自由派政治人物，第20到22屆國會議員。共同民主党事务总长。